# Primera batalla de Al Fao
La primera batalla de Al Fao, ocurrida el 11 de febrero de 1986 en la península de Al-Faw, Irak, fue una batalla de la guerra Irán-Irak. Irán lanzó un ataque sorpresa contra las tropas iraquíes que defendían esa península. Las unidades iraquíes a cargo de la defensa estaban compuestas principalmente de conscriptos pobremente entrenados del Ejército Popular Iraquí que cayeron cuando ellos repentinamente fueron atacados por los iraníes Cuerpos de la Guardia Revolucionaria Islámica (CGRI).

## El objetivo
Uno de los primeros objetivos de la batalla era tomar las industrias petroleras en la península de Al Fao antes que las fuerzas iraquíes pudieran destruirlas. Este objetivo primario era para prevenir un desastre ecológico, un desastre que ocurriría en 1991 durante la primera guerra del Golfo. El petróleo era un recurso vital que fue crucial para la reconstrucción de Irak después de la guerra.